# Giulio Einaudi
Giulio Einaudi (Dogliani, 2 de janeiro 1912 — Magliano Sabina, 5 de abril 1999) foi um editor italiano, fundador da casa editora que leva seu nome.

## Biografia
Nasceu na província de Cuneo, filho de Luigi Einaudi e Ida, em 2 de janeiro de 1912. Seu pai seria, trinta e seis anos mais tarde, presidente da Itália.
Freqüentou o liceu Massimo d'Azeglio em Turim, onde foi aluno do antifascista Augusto Monti. Fez, em decorrência, parte de uma "fraternidade" de ex-alunos do liceu de Azeglio, entre cujos membros figuravam Cesare Pavese, Leone Ginzburg, Norberto Bobbio, Vittorio Foa, Giulio Carlo Argan, Ludovico Geymonat, Franco Antonicelli e muitos outros. 
Em 15 de novembro de 1933, com apenas vinte e um anos, fundou a Editora «Giulio Einaudi Editore», com sede em Turim, no terceiro andar de Via Arcivescovado 7, no mesmo palácio que era sede do «Ordine Nuovo» de Antonio Gramsci. 
Em 1971 esteve entre os signatários do documento publicado no semanário L'Espresso contra o comissário Luigi Calabresi. 
Depois de 64 anos de trabalho como editor, Giulio Einaudi aposentou-se (reformou-se) em 4 setembro de 1997 na idade de 85 anos. Morreu em 5 de abril de 1999 aos 87 anos.